# Сагдуллаєв Рустам Абуллаєвич
Рустам Абдуллаевич Сагдуллаєв (узб. Rustam Saʼdullayev ; (25 липня 1950 , Ташкент )) — радянський і узбецький актор і режисер, що прославився роллю Ромео в художньому фільмі «У бій ідуть одні „старі“».

## Біографія
Народився 25 липня 1950 року в Ташкенті. Під час навчання у школі займався у драмгуртку Будинку піонерів. Першу роль у кіно (Алімджан у фільмі «Канатоходці») зіграв у 13 років. З того часу кінематограф став справою всього його життя. У 1973 році Родіон Нахапетов, який знімався разом з Рустамом у фільмі «Закохані», порекомендував його Леоніду Бикову на роль Ромео у фільмі «У бій ідуть лише старий». Після виходу фільму на екрани молодого актора полюбив Радянський Союз.
1975 року Рустам Сагдуллаєв закінчив Ташкентський театрально-художній інститут ім. О. М. Островського і став актором кіностудії «Узбекфільм». Як режисер Сагдуллаєв дебютував фільмом «Залишся» у 1984 році.
У період складних політичних відносин між Росією та Узбекистаном потрапив на батьківщині 'в опалу' за те, що на зйомках на російському телебаченні сказав: 'Запрошую всіх хороших людей у гості'. Актора заборонили знімати в кін. У 2001 вийшов 10-серійний телесеріал «Сліпі» (пролежав близько 15 років «на полиці»), в якому Сагдуллаєв виступив і режисером, і продюсером, і співавтором сценарію, і виконавцем головної ролі. Серіал знімався на власній студії Сагдуллаєва — «Равшан-фільм», створеної спеціально під цей проект та названої на честь його сина.

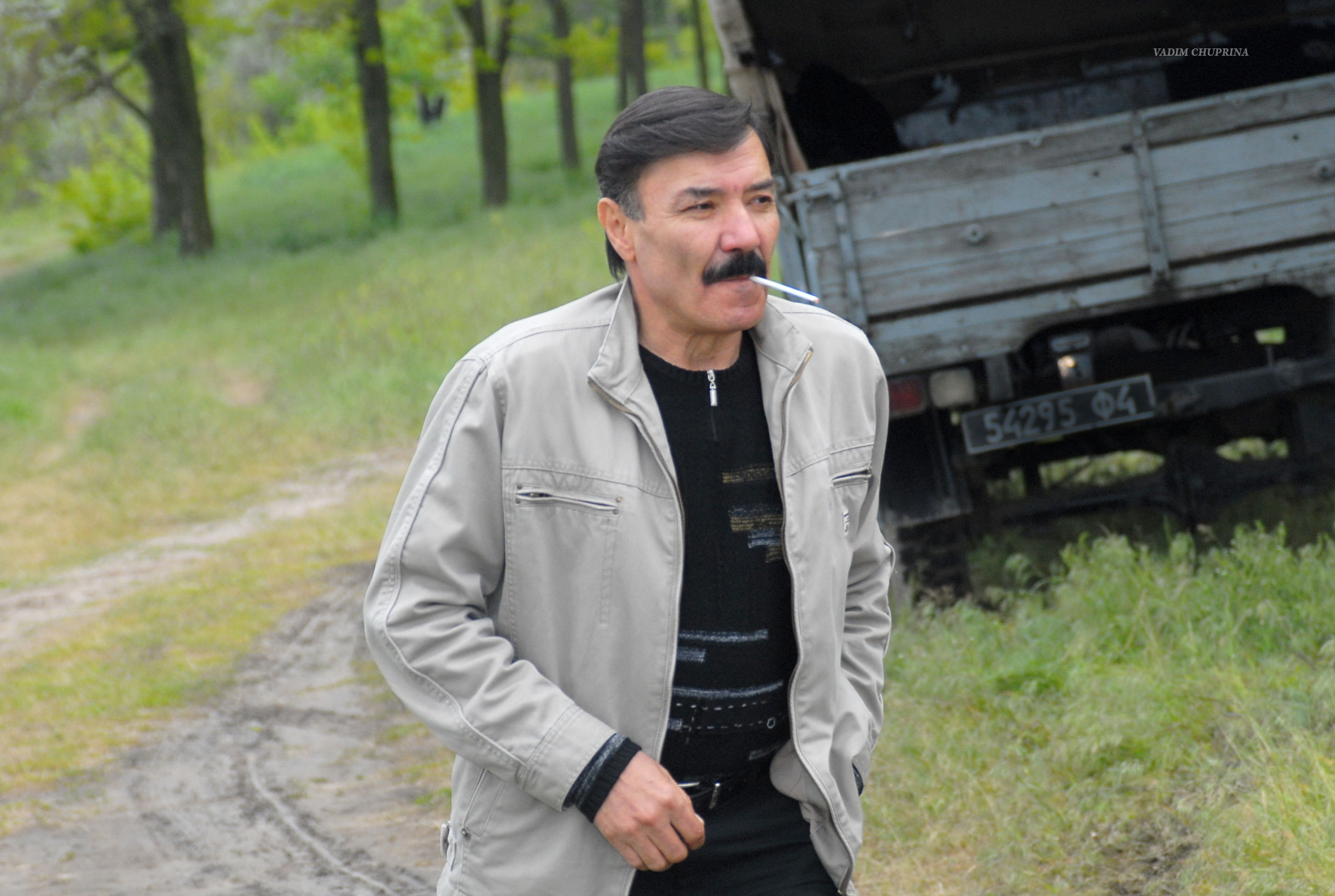
Рустам Сагдуллаєв у 2008 році

Починаючи з 2000-х років, Сагдуллаєв у складі акторів фільму «У бій ідуть одні „старі“» давав концертні виступи, приурочені до Дня Перемоги, у містах та країнах колишнього СРСР: Москва, Анапа, Ташкент, Київ, Мелітополь, Кривий Ріг та ін. У період складних політичних відносин між Росією та Узбекистаном потрапив на батьківщині «в опалу» за те, що на зйомках на російському телебаченні сказав: «Запрошую всіх добрих людей у гості». Актора заборонили знімати у кіно
.

## Особисте життя
Одружений з Мариною Володимирівною Кузіною, з якою познайомився в 1987 році на зйомках фільму «Шок» — вона працювала в «Узбекфільмі» начальником пошивочного цеху (зараз у неї власне ательє). У Рустама та Марини двоє дітей — дочка Навруза та син Равшан.

## Фільмографія

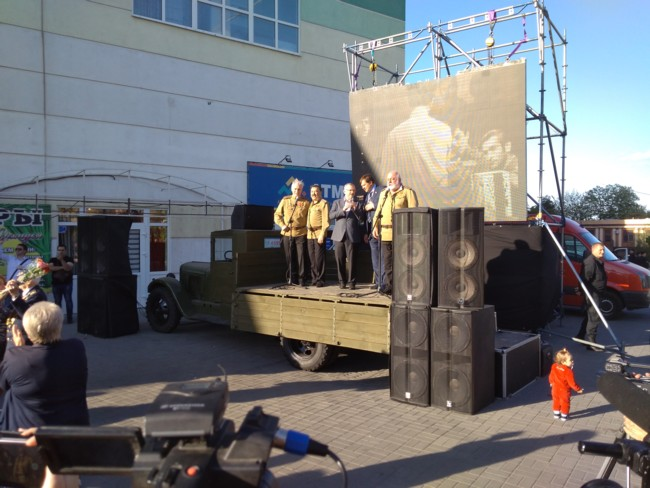
Мелітополь

1. 1964 — Канатоходцы — Алиджан
2. 1966 — Белые, белые аисты — Карим
3. 1967 — Нежность
4. 1969 — Влюблённые — Рустам
5. 1970 — Интеграл— паренёк
6. 1971 — Без страха — Кадыр Каримов
7. 1972 — Этот славный парень — Рустам
8. 1973 — Мой добрый человек — Рустам
9. 1973 — В бой идут одни «старики» — «Ромео» Сагдулаев
10. 1974 — Незабытая песня — Саттар
11. 1976 — Повесть о двух солдатах — Рахим Закиров
12. 1980 — В стремнине бешеной реки — Джавхар
13. 1980 — Какие наши годы! — Ташкент Сопроматович Рахманов, шофёр-дальнобойщик
14. 1981 — Вот вернулся этот парень... — Рустам Гулямов
15. 1983 — Две главы из семейной хроники — Рустам
16. 1983 — Жаркое лето в Кабуле — Лахути
17. 1983 — Заложник — Абдулло
18. 1983 — Переворот по инструкции 107 — Али
19. 1985 — Прощай, зелень лета — Рустам
20. 1986 — Тайное путешествие Эмира — Каюм
21. 1987 — Смысл жизни — шофер
22. 1988 — Шок — Мурад Юсупов
23. 1991 — Из жития Остапа Вишни — Рамзи, нарком образования Узбекистана
24. 1991 — Судный день
25. 1992 — Кодекс молчания 2 — Мазут
26. 1992 — Маклер
27. 1995 — Бомба — прапорщик Рахим Ахмедов
28. 1997 — YARATGANGA SHUKUR (Я хочу)
29. 1999 — Белый танец — Рустам
30. 2001 — Слепые — Алишер Гаппарович
31. 2002 — Спецназ — полковник Акабиров
32. 2004 — Влюблённые. Фильм второй — Рустам
33. 2004 — Близнецы — Насыров, зам. министра МВД Узбекистана
34. 2009 — Крест в круге — Максуд
35. 2011 — Тихая застава — подполковник
36. 2014 — Григорий Р. — Пётр Александрович Бадмаев доктор тибетской медицины
37. 2016 — Штрафник — Садреддин Заурович Алиев («Заурыч»)
38. 2018 — Большое небо — Ким Мартынович Мартынов, командир авиаэскадрильи
39. 2019 — Пассажир из Сан-Франциско — Тимур

## Нагороди та досягнення
- Диплом третього ступеня Московського Міжнародного Фестивалю телефільмів за режисерську роботу (серіал «Сліпі») у номінації «Дебют» (2001).[1]
- Орден Святого Георгія (2003).[1]
- Приз Міжнародної фестивальної ради «Пані Удача» імені Павла Луспекаєва за мужність та гідність у професії[1]
- Орден «Дустлік» (24 серпня 2021) — за особливі заслуги у підвищенні науково-інтелектуального потенціалу та духовності нашого народу, розвитку сфер освіти, охорони здоров'я, культури, літератури, мистецтва, фізичного виховання та спорту, а також засобів масової інформації, великий внесок у забезпечення прогресу країни, зміцнення миру та соціально-духовної стабільності в суспільстві, виховання здорового та гармонійно розвиненого молодого покоління в дусі патріотизму, а також активну громадську діяльність[5] .
- Приз СНД «За честь, гідність та служіння глядачеві» премії " Кришталева Турандот " (2023)[6] .